# Nemanja Ilić (Handballspieler)
Nemanja Ilić (serbisch-kyrillisch Немања Илић; * 11. Mai 1990 in Belgrad, SFR Jugoslawien) ist ein serbischer Handballspieler.

## Karriere

### Verein
Der 1,78 m große Linksaußen lernte das Handballspielen beim serbischen Verein RK Partizan Belgrad. Bei den Erwachsenen wurde er ab 2008 für zwei Jahre an RK Radnički Kragujevac ausgeliehen. Mit Partizan gewann er anschließend in den Spielzeiten 2010/11 und 2011/12 die serbische Meisterschaft und den serbischen Pokal sowie 2011/12 und 2012/13 den serbischen Supercup. Seit 2013 läuft er für den französischen Verein Fenix Toulouse Handball auf. In der Saison 2018/19 wurde er von Februar 2019 bis zum Saisonende als Ersatz für den verletzten Casper Ulrich Mortensen vom FC Barcelona verpflichtet. Mit Barça gewann er die spanische Meisterschaft. Für Toulouse erzielte er in der Saison 2022/23 202 Treffer und wurde damit Torschützenkönig in der Starligue. Zudem wurde er als bester Linksaußen in das All-Star-Team der Saison gewählt.

### Nationalmannschaft
In der serbischen A-Nationalmannschaft debütierte Ilić im Jahr 2012. Er stand im Aufgebot für die Europameisterschaften 2014, 2018 und 2020 sowie für die Weltmeisterschaften 2013, 2019 und 2023. Bisher bestritt er 137 Länderspiele, in denen er 374 Tore erzielte.

## Privates
Sein jüngerer Bruder Vanja ist ebenfalls Handballnationalspieler.